# Cabeça a Prêmio
Cabeça a Prêmio é um filme brasileiro de 2009 dirigido por Marco Ricca, que também é coautor do roteiro e coprodutor. Conta com Alice Braga, Cássio Gabus Mendes, Eduardo Moscovis, Fúlvio Stefanini e Otávio Müller nos papeis centrais de uma trama que aborda os negócios ilegais de uma família.

## Sinopse
Dois irmãos (Miro e Abílio), pecuaristas do Centro-Oeste brasileiro, mantêm uma rede de negócios ilegais (narcotráfico). Ao mesmo tempo em que começam a se desentender sobre o rumo dos negócios, Abílio vê sua sobrinha Elaine (filha de Miro) se envolver com o piloto Dênis. O conflito gerados por essa revelação conduzem a um drama familiar.

## Elenco
- Alice Braga como Elaine
- Ana Braga como Jussara
- Cássio Gabus Mendes como Albano
- Daniel Hendler como Dênis
- Eduardo Moscovis como Brito
- Otávio Müller como Abílio
- Fúlvio Stefanini como Waldomiro

## Produção
É o filme de estreia na direção do ator Marco Ricca, que já atuara com Alice Braga em A Via Láctea.
As filmagens, que duraram dois meses, se realizaram em Bonito, Corumbá, Campo Grande, Sidrolândia e Paulínia (no Brasil), além da Bolívia.
O roteiro, do próprio diretor e de Felipe Braga, baseou-se no romance homônimo de Marçal Aquino.
A atriz Alice Braga declarou que considera Cabeça a Prêmio um dos filmes mais "viscerais" de sua carreira.

## Prêmios e indicações
- Grande Prêmio Brasileiro de Cinema 2011[4]

Indicado na categoria Melhor Atriz (Alice Braga)
- Festival do Rio (2009)[4]

Vencedor na categoria Menção Honrosa (Fúlvio Stefanini)
- Festcine Goiânia (2009)[4]

Vencedor nas categorias:
Melhor Atriz - Alice Braga
Melhor Ator Coadjuvante - Otávio Müller
Melhor Atriz Coadjuvante - Via Negromonte